# Tortula chrysopila
Tortula chrysopila là một loài Rêu trong họ Pottiaceae. Loài này được (Müll. Hal.) Paris miêu tả khoa học đầu tiên năm 1906.